# Brasilveículos Companhia de Seguros
A Brasilveículos Cia. de Seguros é uma companhia de seguros brasileira, criada em 1997, que comercializa o BB Seguro Auto, seguro de veículos do Banco do Brasil.

## História
1987 - Banco do Brasil cria a BB Corretora de Seguros e Administradora de Bens S.A e mais três outras subsidiárias.
1996 - Em março nasce a empresa, ainda sob a razão social de SulAmérica Seguros Industriais S.A. Em 19 de novembro, celebra acordo de associação entre BB Banco de Investimento S.A. e empresas do grupo SulAmérica para constituir empresa para atuar no ramo de seguros de veículos. A partir daí se chamaria Brasilveiculos Companhia de Seguros.
1997 - Em fevereiro, a empresa celebra, com a BB Corretora de Seguros e Administradora, contrato operacional para comercialização de produtos da companhia.
1999 - A Brasilveiculos é a primeira a lançar um novo conceito na contratação de seguros: o "Valor de Mercado".
2000 – A companhia inicia patrocínio ao Circuito Vôlei de Praia, adotando fortemente os conceitos do marketing esportivo.
2001 - Cria um novo canal de comunicação aos segurados: a Central de Atendimento Seguro Ouro Auto que, anos mais tarde passaria a se chamar Central de Atendimento BB Seguro Auto.
2002 – É a pioneira na contratação de seguros de automóveis pela internet. Cinco anos depois, a web já responde por cerca de 10% das contratações.
2003 - Lança a Central de Apoio às Agências, para dar o suporte à força de vendas da BB Corretora.
2004 - Adota nova marca em seus produtos: BB Seguro Auto.
2005 - Lança o BB Seguro Auto Econômico, direcionado para carros nacionais de passeio, com modelos entre 10 e 20 anos, algo inédito no mercado. Neste mesmo ano criou a Ouvidoria e atingiu recorde histórico de produção – 87 mil propostas contratadas.
2006 - Atinge a marca de um bilhão de reais em prêmios brutos, com mais de 752 mil propostas contratadas.
2007 - A BB Seguro Auto comemora 10 anos de existência e conquista a maior frota coletiva de sua história: 5 mil veículos. A companhia também muda de sede e passa a atender na Rua Senador Dantas, 105. Ainda neste período, a Brasilveiculos lança a opção de contratação de seguros nas modalidades "Valor de Mercado" ou "Valor Determinado". Em 31 de março, a Empresa passa a chamar-se Brasilveículos Companhia de Seguros. Em junho a Brasilseg Participações adquire todas as ações da Brasilveículos Companhia de Seguros, que se torna sua subsidiária integral. Três meses depois, a Brasilveículos inicia suas operações no segmento de seguros de veículos, captando seus negócios pela BB Corretora e, já no primeiro ano, comercializa mais de 300 mil seguros.
2008 - A BB Seguro Auto lança seguro específico para a Mulher e inaugura novo site.
2009 - A Brasilveículos ocupa a posição de quarta seguradora do País.
2010 - BB Seguro Auto lança diferenciais do produto BB Seguro Auto para Jovem e disponibiliza a cotação e contratação do seguro na internet.
2018 - A Brasilveículos é adquirida pela Mapfre Seguros Gerais.
2019 - A Brasilveículos é internalizada pela Mapfre Seguros Gerais.

## Filosofia
A Brasilveículos vem consolidando sua identidade como uma seguradora que investe em inovação e relacionamento. A estratégia é direcionar os esforços para a criação de produtos exclusivos. É o caso, por exemplo, do BB Seguro Auto para Mulher e do BB Seguro Auto para Táxi.

## Destaques & Inovação
A empresa foi pioneira no relacionamento via mobile com os clientes ao lançar, em 2008,, com acesso por celular de um seguro de automóveis. Pelo portal, qualquer usuário pode traçar rotas, checar serviços conveniados, verificar as condições de trânsito e renovar seu contrato. A empresa é a primeira e única a desenvolver a tecnologia para tal transação
Na internet, a empresa tornou possível a execução do Sinistro pelo meio digital assim como a listagem de documentos necessários para o recebimento da indenização. É possível imprimir uma versão temporária do cartão do segurado e solicitar uma segunda via além de efetuar simulações de cálculo do valor do seguro, que apresentam os resultados na hora. Além disso, os clientes do Banco do Brasil podem utilizar o site para contratações ou renovações.

## Artes & Patrocínios
A Brasilveículos patrocina movimentos artísticos, segundo o site oficial da empresa. No primeiro semestre de 2009, já patrocinou exposições, como “Amor e Solidariedade” do pernambucano Abelardo da Hora e “Latitudes: mestres latino-americanos, os livros “Emilio Goeldi: a ventura de um naturalista entre a Europa e o Brasil”, de Nelson Sanjad e “Stefan Zweig: no país do futuro, a biografia de um livro”, com organização de Alberto Dines, o CD de Wagner Tiso “Samba e Jazz: um século de música” e o documentário “Cildo” sobre o artista plástico Cildo Meireles, de Gustavo Rosa de Moura.
Além disso, apoiou, em parceria com o Banco do Brasil, a exposição "Pablo Picasso: Paixão e Erotismo", com 92 gravuras originais do consagrado artista. O artista gráfico brasileiro, Ziraldo, recebeu patrocínio para a exposição "Zeróis: Ziraldo na Tela Grande".
A empresa também patrocina atividades esportivas e educativas.